# (33225) 1998 FA118
1998 FA118 (asteroide 33225) é um asteroide da cintura principal. Possui uma excentricidade de 0.11755980 e uma inclinação de 5.14108º.
Este asteroide foi descoberto no dia 31 de março de 1998 por LINEAR em Socorro.